# Sphingicampa babaulti
Sphingicampa babaulti är en fjärilsart som beskrevs av Eugène Louis Bouvier 1929. Sphingicampa babaulti ingår i släktet Sphingicampa och familjen påfågelsspinnare. Inga underarter finns listade i Catalogue of Life.